# Gennagyij Jegorovics Jevrjuzsihin
Gennagyij Jegorovics Jevrjuzsihin (oroszul: Геннадий Егорович Еврюжихин; Kazany, 1944. február 4. – Moszkva, 1998. március 15.) orosz labdarúgó.

## Pályafutása

### A válogatottban
1966 és 1973 között 37 alkalommal szerepelt a szovjet válogatottban és 6 gólt szerzett. Részt vett az 1968-as Európa-bajnokságon és az 1970-es világbajnokságon, illetve az 1972. évi nyári olimpiai játékokon.

## Sikerei, díjai
Gyinamo Moszkva
- Szovjet bajnok (1): 1976 (tavasz)
- Szovjet kupa (2): 1966–67, 1970
- KEK-döntős (1): 1971–72

Szovjetunió
- Olimpiai bronzérmes (1): 1972